# Zincodietile
Lo zincodietile (o dietilzinco) (C2H5)2Zn è un organometallo formato dallo zinco legato a due gruppi etilici CH3CH2-. È un reagente importante in chimica organica ed è disponibile commercialmente in soluzione di esano, eptano o toluene. 
Il composto fu sintetizzato da Edward Frankland nel 1864 a partire da zinco e dietilmercurio. Una sintesi di interesse attuale consiste nella reazione tra ioduro o bromuro di etile con una lega zinco/rame.
Reagisce violentemente con l'acqua e si incendia facilmente a contatto con l'aria: si usa perciò maneggiarlo in atmosfera inerte. Lo zincodietile è utilizzato in sintesi organica come nucleofilo in reazioni di addizione al gruppo -(C=O)- o al gruppo imminico R-N=CR2 dove introduce radicali etilici. Insieme col diiodometano costituisce un reagente della sintesi di Simmons-Smith.
In microelettronica è usato come agente dopante.